# Torrile
Torrile est une commune de la province de Parme, dans la région Émilie-Romagne, en Italie.

## Géographie
Torile est une commune de la Bassa parmense.

## Administration
| Période                                  | Période | Identité | Étiquette | Qualité |
| ---------------------------------------- | ------- | -------- | --------- | ------- |
|                                          |         |          |           |         |
| Les données manquantes sont à compléter. |         |          |           |         |

### Hameaux
Bezze, Borgazzo-Ca'Scipioni, Gainago Ariana, Quartiere Minari, Rivarolo, San Polo (sede comunale), San Siro, Sant'Andrea.

### Communes limitrophes
Colorno, Mezzani, Parme, Sissa, Trecasali.